# Клек (Сливно)
Клек је насељено место у саставу општине Сливно, Дубровачко-неретванска жупанија, Република Хрватска.

## Историја
До територијалне реорганизације у Хрватској налазио се у саставу старе општине Метковић.

## Становништво
На попису становништва 2011. године, Клек је имао 230 становника.
| Број становника по пописима | Број становника по пописима | Број становника по пописима | Број становника по пописима | Број становника по пописима | Број становника по пописима | Број становника по пописима | Број становника по пописима | Број становника по пописима | Број становника по пописима | Број становника по пописима | Број становника по пописима | Број становника по пописима | Број становника по пописима | Број становника по пописима | Број становника по пописима |
| --------------------------- | --------------------------- | --------------------------- | --------------------------- | --------------------------- | --------------------------- | --------------------------- | --------------------------- | --------------------------- | --------------------------- | --------------------------- | --------------------------- | --------------------------- | --------------------------- | --------------------------- | --------------------------- |
| 1857                        | 1869                        | 1880                        | 1890                        | 1900                        | 1910                        | 1921                        | 1931                        | 1948                        | 1953                        | 1961                        | 1971                        | 1981                        | 1991                        | 2001                        | 2011                        |
| 0                           | 0                           | 18                          | 15                          | 16                          | 19                          | 0                           | 0                           | 36                          | 37                          | 38                          | 55                          | 71                          | 87                          | 159                         | 230                         |

Напомена: Исказује се од 1981. као самостално насеље настало издвајањем дела насеља Сливно Равно. У 1857, 1869, 1921. и 1931. подаци су садржани у насељу Сливно Равно.

### Попис1991.
На попису становништва 1991. године, насељено место Клек је имало 87 становника, следећег националног састава:
| Попис 1991.‍  | Попис 1991.‍  | Попис 1991.‍ | Попис 1991.‍ | Попис 1991.‍ |
| ------------ | ------------ | ----------- | ----------- | ----------- |
|              |              |             |             |             |
| Хрвати       | Хрвати       |             | 69          | 79,31%      |
| Југословени  | Југословени  |             | 9           | 10,34%      |
| Срби         | Срби         |             | 2           | 2,29%       |
| неопредељени | неопредељени |             | 1           | 1,14%       |
| регион. опр. | регион. опр. |             | 6           | 6,89%       |
| укупно: 87   |              |             |             |             |